# Dianobia
Dianobia là một chi bướm đêm thuộc họ Noctuidae.